# Alfred Catt

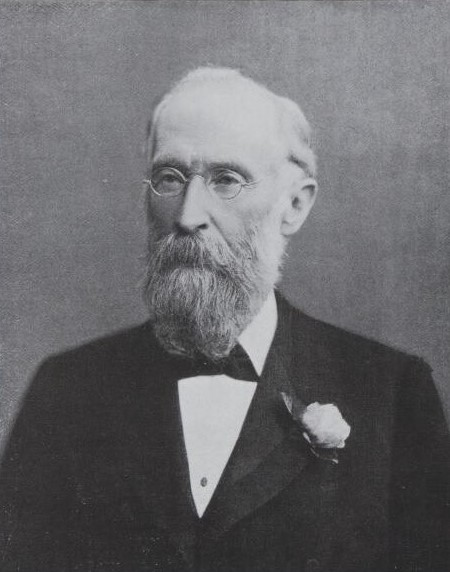
Alfred Catt (1901)

Hon. Alfred Catt (* 19. Dezember 1833 in Newington, Kent, England; † 28. Oktober 1919 in St Peters, South Australia) war ein australischer Politiker, der unter anderem zwischen 1881 und 1906 Mitglied des South Australian House of Assembly sowie von 1890 bis 1905 Vorsitzender der Ausschüsse und dadurch stellvertretender Sprecher des House of Assembly war. Ferner fungierte er von 1881 bis 1884 in der Regierung von Premier John Cox Bray sowie zwischen 1887 und 1889 in der ersten Regierung von Premier Thomas Playford II als Minister.

## Leben
Alfred Catt, drittes Kind des Zimmermanns Charles Catt und dessen Ehefrau Sarah Knott Catt, besuchte die Handelsschule in Brompton ausgebildet und kam 1849 nach Südaustralien. Er bewirtschaftete einige Zeit eine Farm in der Nähe von Balhannah sowie Strathalbyn und verbrachte dann zwei Jahre als Arbeiter auf den Goldfeldern von Victoria. Später war er als Ladenbesitzer in Strathalbyn tätig und engagierte sich in der Kommunalpolitik als Mitglied des Bezirksrats und 1870 Bürgermeister von Strathalbyn. Er war außerdem Präsident des Literaturinstituts und Leutnant des Freiwilligenkorps. Nachdem die nördlichen Gebiete 1874 für Siedler geöffnet worden waren, zog er nach Gladstone und eröffnete dort ein Geschäft. Zugleich engagierte er sich dort als Friedensrichter (Justice of the Peace) und Vorsitzender des Bezirksrates. Er gründete das Mechanics’ Institute und das Volunteer Corps, in dem er als Hauptmann (Captain) fungierte.
Nach dem Tode von George Strickland Kingston am 26. November 1880 wurde Catt im Zwei-Personen-Wahlkreis Stanley bei der darauf folgenden Wahl am 27. April 1881 erstmals zum Mitglied der South Australian House of Assembly gewählt, des Unterhauses des Parlaments von South Australia, und vertrat diesen Wahlkreis bis zum 1. April 1884. Das Mandat wurde daraufhin bei der Wahl am 2. April 1884 von Edward William Hawker übernommen. Am 24. Juni 1881 wurde er in die Regierung von Premier John Cox Bray berufen und bekleidete in dieser bis zum 16. Juni 1884 den Posten als Minister für Ländereien der Krone und Einwanderung (Commissioner of Crown Lands and Immigration).
Bei der Wahl am 2. April 1884 wurde Catt wiederum im neu geschaffenen Zwei-Personen-Wahlkreis Gladstone wieder zum Mitglied der Legislativversammlung  gewählt und vertrat diesen Wahlkreis bis zu dessen Auflösung zum 2. Mai 1902. Am 20. Januar 1887 wurde ihm der Höflichkeitstitel The Honourable verliehen. In der ersten Regierung von Premier Thomas Playford II übernahm er zwischen dem 11. Juni 1887 und dem 27. Juni 1889 den Posten als Minister für öffentliche Arbeiten (Commissioner of Public Works).
Nach der Wahl vom 9. April 1890 wurde er auf der konstituierenden Sitzung am 5. Juni 1890 als Nachfolger von Ebenezer Ward als Deputy Speaker and Chairman of Committees zum stellvertretenden Sprecher und Vorsitzenden der Ausschüsse der Legislativversammlung gewählt und bekleidete diese Funktionen fast 15 Jahre lang bis zum 4. Mai 1905, woraufhin E. H. Coombe diese Funktionen übernahm.
Bei der Wahl am 3. Mai 1902 wurde Alfred Catt als Parteiloser (Independent) im nunmehrigen Drei-Personen-Wahlkreis Stanley wieder zum Mitglied des House of Assembly gewählt, wobei er sich 1904 der neu gegründeten Farmers and Producers Political Union (FPPU) anschloss. Bei der Wahl am 3. November 1906 erlitt er eine Niederlage gegen Harry Jackson von der United Labor Party und verlor sein Mandat in der Legislativversammlung.
Alfred Catt war zwei Mal verheiratet. Aus seiner ersten am 30. April 1856 geschlossenen Ehe mit der am 30. Oktober 1896 verstorbenen Mary Martin gingen vier Kinder hervor. Am 8. Juni 1898 heiratete er in zweiter Ehe Emily Chanter.

## Hintergrundliteratur
- Parliament of South Australia: Statistical Record of the Legislature 1836–2007 (Memento vom 11. März 2019 im Internet Archive)